# Parafia Zaśnięcia Najświętszej Marii Panny w Gajach
Parafia Zaśnięcia Najświętszej Marii Panny w Gajach – parafia greckokatolicka w Gajach, w dekanacie przemyskim archieparchii przemysko-warszawskiej. Założona w 1994.